# 1923 Osiris
För andra betydelser, se Osiris (olika betydelser).
1923 Osiris eller 4011 P-L är en asteroid i huvudbältet som upptäcktes den 24 september 1960 av den nederländsk-amerikanske astronomen Tom Gehrels och det nederländska astronomparet Ingrid van Houten-Groeneveld och Cornelis Johannes van Houten vid Palomarobservatoriet. Den är uppkallad efter guden Osiris i egyptisk mytologi.
Asteroiden har en diameter på ungefär 13 kilometer.